# Kickstarter
Kickstarter, PBC este o corporație americană de interes public cu sediul în Brooklyn, New York care menține o platformă globală de finanțare participativă axată pe creativitate. Misiunea declarată a companiei este de „a ajuta la realizarea proiectelor creative” Până în februarie 2023, Kickstarter a primit 7 miliarde de dolari americani de la 21,7 milioane de susținători pentru angajamente de a finanța 233.626 de proiecte, cum ar fi proiecte legate de filme, muzică, spectacole de scenă, benzi desenate, jurnalism, jocuri video, jocuri de societate, tehnologie, publicații și alimentație.
Persoanelor care susțin proiectele Kickstarter li se oferă recompense sau experiențe tangibile în schimbul angajamentelor lor. Acest model își are rădăcinile în modelul de abonament al patronajului artistic, prin care artiștii se duc direct la publicul lor țintă pentru a-și finanța munca.

## Istorie

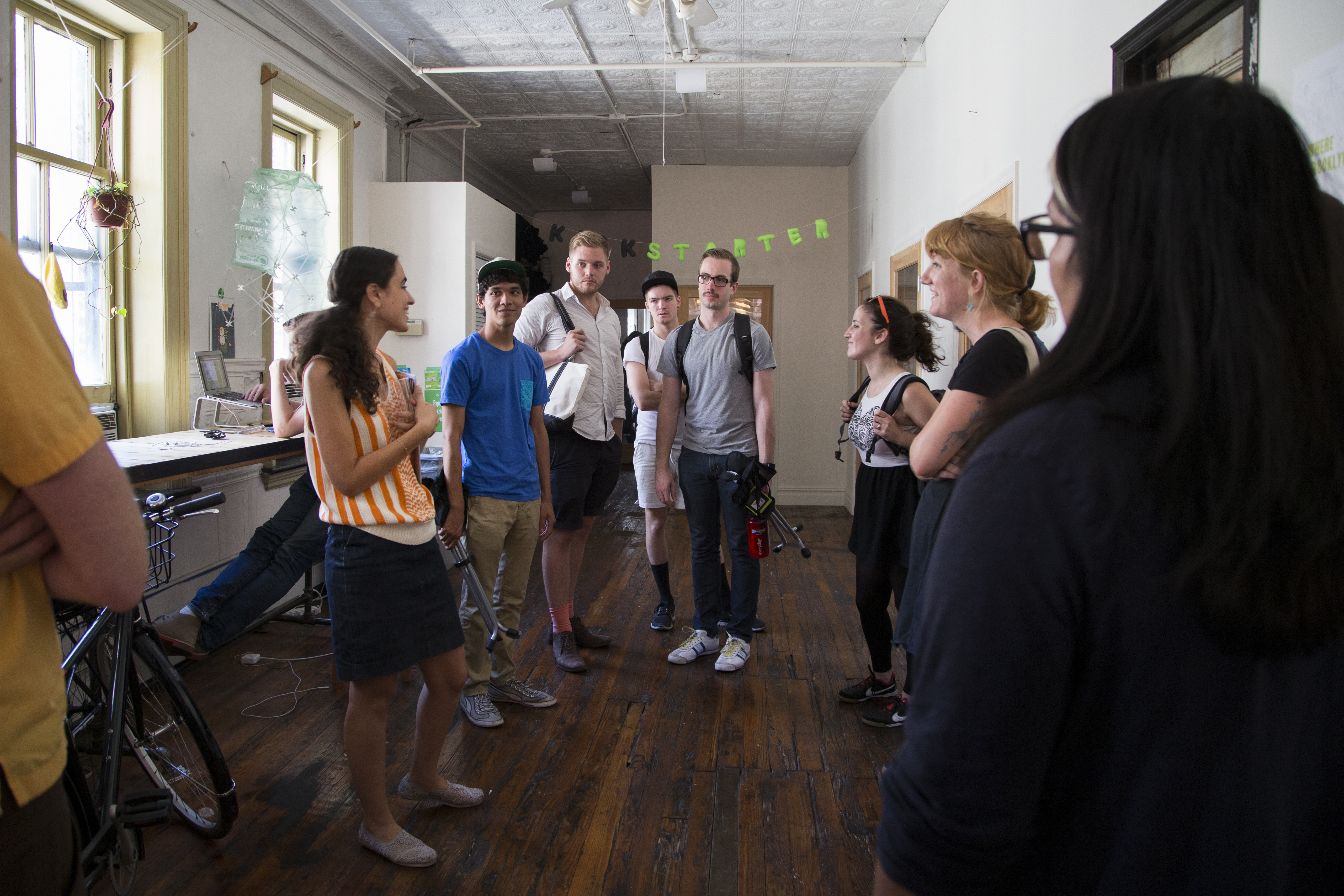
Vizitatori la birourile Kickstarter din Lower East Side, Manhattan în 2013

Kickstarter a fost lansat la 28 aprilie 2009, de Perry Chen, Yancey Strickler și Charles Adler. The New York Times a numit Kickstarter ca „Fondul Naţional pentru Arte al oamenilor”. Time a numit-o una dintre „Cele mai bune invenții ale anului 2010” și unul din „cele mai bune site-uri web din 2011”. Kickstarter a strâns fonduri de 10 milioane de dolari americani de la susținători, inclusiv firma de risc Union Square Ventures cu sediul în New York și investitori îngeri, ca Jack Dorsey, Zach Klein and Caterina Fake. Compania a avut sediul la 58 Kent Street din Greenpoint, Brooklyn până când a trecut complet la o forță de muncă la distanță după pandemia de COVID-19.
La 14 februarie 2013, Kickstarter a lansat o aplicație iOS numită Kickstarter pentru iPhone. Aplicația era destinată utilizatorilor care creează și susțin proiecte și a fost prima dată când Kickstarter a avut o prezență oficială pe mobil.

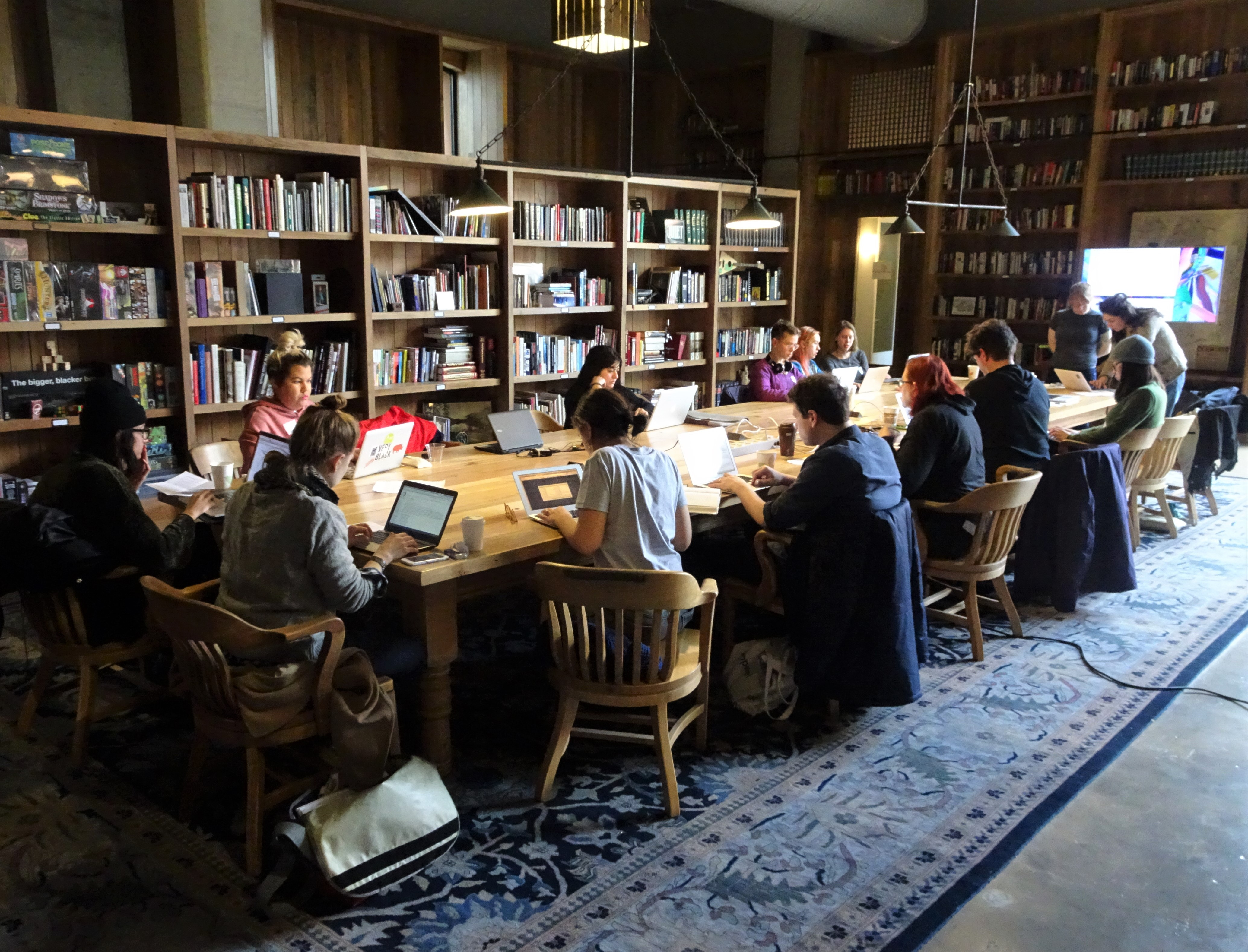
Biblioteca Kickstarter HQ, Brooklyn în 2017

La 31 octombrie 2012, Kickstarter a deschis proiecte cu sediul în Regatul Unit, urmate de proiecte cu sediul în Canada la 9 septembrie 2013, Australia și Noua Zeelandă la 13 noiembrie 2013, Țările de Jos la 28 aprilie 2014, Danemarca, Irlanda, Suedia, Norvegia la 15 septembrie 2014,[20] Germania la 28 aprilie 2015, Franța și Spania la 19 mai 2015, Germany on April 28, 2015, France and Spain on May 19, 2015, Austria, Belgia, Italia, Luxemburg și Elveția la 16 iunie 2015, Singapore și Hong Kong la 30 august 2016, Mexic la 15 noiembrie și Japonia la 15 septembrie 2017. În iulie 2017, Strickler și-a anunțat demisia.
La 20 aprilie 2020, Kickstarter a anunțat că va concedia probabil lucrători din cauza pandemiei de coronavirus, ceea ce a făcut ca numărul de proiecte active să fie „cu aproximativ 35% sub față de anul trecut, fără niciun semn clar de revenire”. Sindicatul a negociat un acord pentru angajații disponibilizați, inclusiv patru luni de indemnizație de concediere și până la șase luni de beneficii de sănătate continuă pentru oricine este disponibilizat, drepturi de retragere pentru un an (pentru ca cei disponibilizați să poată reveni la locurile de muncă deschise) și o eliberare de la acordurile de necompetență pentru cei care acceptă indemnizația de concediere.
În decembrie 2021, Kickstarter a anunțat că își va muta platforma pe blockchain, cu scopul de a pune la dispoziția oricui instrumentele necesare pentru a crea un website de crowdfunding. Pivotul a venit pe fondul unei investiții de 100 de milioane de dolari americani din fondul cripto al lui Andreessen Horowitz. Decizia a fost schimbată, a înstrăinat mulți utilizatori, dăunând reputației Kickstarter.

## Filme finanțate prin Kickstarter
- 12 Kilometers
- Absentia
- Adam Green's Aladdin
- American Sharia
- Anomalisa
- Arrange to Settle
- Ass Backwards
- Atlas Shrugged Part III: Who Is John Galt?
- Axis
- The Babadook
- Balls Out
- The Barn
- Bernard and Huey
- Bill, the Galactic Hero
- Billy Club
- Black Rock
- Blue Like Jazz
- Blue Ruin
- Boy
- Buzkashi Boys
- The Cabin
- The Canyons (film)
- Cheatin' (film)
- Commando Ninja
- Corner Gas: The Movie
- Cu drag, Van Gogh
- Daddy (2015 film)
- Dark Dungeons (film)
- The Demon's Rook
- Departures (2011 film)
- Dick Figures: The Movie
- Endless Poetry
- Folk Hero & Funny Guy
- Fort Tilden (film)
- Four (2012 film)
- The Girl in the Book
- Girl Walk // All Day
- Goodbye Promise
- Grow Up, Tony Phillips
- Hair Love
- Happy Birthday, Marsha!
- Harbinger Down
- Headless (film)
- I Used to Be Darker
- In a Heartbeat (film)
- In Silence (film)
- Infection (2019 film)
- James White (film)
- Jayhawkers (film)
- Keep the Lights On
- Kick-Heart
- Kiss Me, Kill Me
- Kung Fury
- Lackadaisy (film)
- The Ladies of the House
- The Last Black Man in San Francisco
- Last Days of Coney Island
- The Last Kumite
- Lavender (2019 film)
- Legend of the White Dragon
- Lessons Learned (film)
- Like Lambs
- Locker 13
- Lust for Love
- Mad God
- Manos Returns
- Meanwhile (2011 film)
- Monty Comes Back
- Muck (film)
- Mythica (serie de filme)[33]
- Ned Rifle
- Neptune Frost
- Night of the Living Deb
- Obvious Child
- The Oregonian (film)
- The Oxbow Cure
- The Paper Tigers
- Pear Cider and Cigarettes
- A Perfect Ending
- Pledge (film)
- Prelude to Axanar
- Raiders of the Lost Ark: The Adaptation
- The Receptionist
- Samurai Cop 2: Deadly Vengeance
- Santa Company
- Searching for Sonny
- Seder-Masochism
- Shelby Oaks
- Star Trek: Renegades
- Starry Eyes
- Strangers Within
- Da Sweet Blood of Jesus
- The Taiwan Oyster
- Thane of East County
- Thank You a Lot
- Thou Wast Mild and Lovely
- Tom in America
- Treachery (film)
- Trees of Peace
- Under the Dog
- Upside Down (2015 film)
- Veronica Mars (film)
- What We Do in the Shadows
- White Reindeer (2013 film)
- Wish I Was Here
- Witness 11
- The Woods (2011 film)
- Zombie Hunter (film)

## Filme documentare finanțate prin Kickstarter
- 12 O'Clock Boys
- 475 (film)
- Alive Inside: A Story of Music and Memory
- Back in Time (2015 film)
- The Barber of Birmingham
- Beautiful Noise (film)
- Beyond Clueless
- Billion Dollar Bully
- Boggy Creek Monster (film)
- Bridegroom (film)
- Bronies: The Extremely Unexpected Adult Fans of My Little Pony
- Brooklyn Castle
- Capital C
- Citizen Koch
- Comics in Focus: Chris Claremont's X-Men
- David Lynch: The Art Life
- Dear Mr. Watterson
- The Death of "Superman Lives": What Happened?
- Desert Runners
- Do I Sound Gay?
- Elstree 1976
- Face 2 Face (2012)
- Finding Vivian Maier
- For the Love of Spock
- FrackNation
- From Bedrooms to Billions
- Gaming in Color
- Going Cardboard
- GTFO (film)
- Happy (2011 film)
- Hi, How Are You Daniel Johnston?
- I Am Divine
- Incident in New Baghdad
- Indie Game: The Movie
- Inequality for All
- Inocente
- The Iran Job
- Joe's Violin
- The King of Arcades
- Kings Point (film)
- Knock Down the House
- The Lost Arcade
- Man vs Snake
- The Mask You Live In
- Medora (film)
- Minecraft: The Story of Mojang
- Minerva Monster
- The Muslims Are Coming!
- Our Nixon
- Paint Drying
- Period. End of Sentence.
- Plastic Galaxy
- The Punk Singer
- Racing Extinction
- Rams
- The Red Pill
- Room 237
- The Smart Studios Story
- The Square
- Stripped
- Sun Come Up
- Taking My Parents to Burning Man
- Touch the Wall
- TPB AFK
- Upside Down
- Urbanized
- Video Games: The Movie
- Welcome to Leith
- Within Every Woman
- The Wrecking Crew

## Jocuri video finanțate prin Kickstarter
- 7 Days to Die
- 20XX
- 198X
- 2064: Read Only Memories
- Adventures of Pip
- AdvertCity
- Aegis Defenders
- Aurion: Legacy of the Kori-Odan
- Aviary Attorney
- Backpack Hero
- Baldi's Basics in Education and Learning
- The Banner Saga
- Beacon Pines
- Beasts of Maravilla Island
- Before Your Eyes
- Black the Fall
- Boyfriend Dungeon
- BROK the InvestiGator
- Broken Age
- Broken Sword 5: The Serpent's Curse
- Chicory: A Colorful Tale
- Chinatown Detective Agency
- Chivalry: Medieval Warfare
- Chroma Squad
- Chronicles of Elyria
- Clan O'Conall and the Crown of the Stag
- Cloudberry Kingdom
- Code Hero
- Cognition: An Erica Reed Thriller
- Dark Deity
- Dark Devotion
- Darkest Dungeon
- Diamond Trust of London
- Divinity: Original Sin
- Dragon Fin Soup
- Dreamfall Chapters
- Earthlock
- Elysian Shadows
- The Escapists
- Everspace
- Fist of Awesome
- The Flame in the Flood
- Flynn: Son of Crimson
- Flywrench
- Forced
- Forced: Showdown
- Foundation
- Fox N Forests
- Freedom Planet
- Friday Night Funkin'

- Genesis Noir
- Golem Arcana
- H-Hour: World's Elite
- Halcyon 6
- Hex Heroes
- Hex: Shards of Fate
- In Other Waters
- Indie Pogo
- Infernax
- Into the Stars
- Ironcast
- Jagged Alliance: Flashback
- Jenny LeClue
- Jitsu Squad
- Kentucky Route Zero
- Kingdom Come: Deliverance
- Kingdoms of the Dump
- Knights and Bikes
- Last Epoch
- Legend of Dungeon
- Legends of Eisenwald
- Leisure Suit Larry: Reloaded
- Lifeless Planet
- Lilly Looking Through
- Limit Theory
- Lisa: The Painful
- Little Devil Inside
- Lonely Mountains: Downhill
- The Long Dark
- Lords of Xulima
- The Lost Legends of Redwall
- Luna The Shadow Dust
- Lunark

- Mage's Initiation: Reign of the Elements
- Mages of Mystralia
- Mask of the Rose
- Massive Chalice
- Mercenary Kings
- Micro Mages
- Monster Prom
- Monster Prom 2: Monster Camp
- Monsters Ate My Birthday Cake
- Moon Hunters
- Mutant Football League
- My Time at Evershine
- The Mysterious Cities of Gold: Secret Paths
- Neverending Nightmares
- Neversong
- Night in the Woods
- NightCry
- No Time to Explain
- Octodad: Dadliest Catch
- One Step From Eden
- Organ Trail
- Paranautical Activity
- Parkitect
- Pathfinder Online
- Pathfinder: Kingmaker
- Pathfinder: Wrath of the Righteous
- Pathologic 2

- Police Stories
- Praey for the Gods
- Prismata
- Prodeus
- Prodigy Tactics
- Radio the Universe
- Rain World
- Ravaged
- Rise to Ruins
- Risk of Rain
- Road Redemption
- Rogue Stormers
- Roguebook
- Roots of Pacha
- Sea of Stars
- Sentris
- Serpent in the Staglands
- Session: Skate Sim
- Shadowrun Chronicles: Boston Lockdown
- Shadowrun Returns
- Shadowrun: Dragonfall
- Shadowrun: Hong Kong
- Shenmue III
- Sherlock Holmes: The Awakened
- Ships That Fight Underground
- Shovel Knight
- Shovel Knight Showdown
- Shroud of the Avatar: Forsaken Virtues
- Sir, You Are Being Hunted
- Steam Bandits: Outpost
- Steel Assault
- Stormgate
- Strike Suit Zero
- Subverse
- Sun Haven
- Sunless Sea
- Sunless Skies
- Tabletop Simulator
- Tadpole Treble
- Tahira: Echoes of the Astral Empire
- Tails Noir
- Takedown: Red Sabre
- Tales of the Neon Sea
- This Is the Police
- Through the Woods
- Timespinner
- Toasty: Ashes of Dusk
- ToeJam & Earl: Back in the Groove
- Tokyo Dark
- Torment: Tides of Numenera
- Unbound: Worlds Apart
- Undertale
- Underworld Ascendant
- The Universim
- Visage
- Volgarr the Viking
- The Wagadu Chronicles
- Wandersong
- War for the Overworld
- Wasteland 2
- The Wayward Realms
- We Happy Few
- Weaving Tides
- Whisker Squadron: Survivor
- Who's Your Daddy?
- The Wild Eight
- Wolcen: Lords of Mayhem
- The Wonderful 101
- Xeno Crisis
- Xenonauts
- Yooka-Laylee
- Zombies, Run!
- Zoria: Age of Shattering

## Seriale TV finanțate prin Kickstarter
- DTLA
- The Legend of Vox Machina
- Mystery Science Theater 3000
- PREMature
- Wakfu
- Wrestling Retribution Project

## Nave spațiale finanțate prin Kickstarter
- ArduSat
- KickSat
- LightSail
- Lunar Mission One
- Orbital Reflector
- SkyCube

## Proiecte software finanțate prin Kickstarter
- Diaspora
- EyeWriter
- FreedomBox
- Full Metal Jacket Diary
- Ghost
- Hypothes.is
- Krita
- The Noun Project
- Reading Rainbow
- Upcoming